# Декан (Древний Рим)
Дека́н (лат. decanus — десятник) — звание (должность) в армии Древнего Рима, —командир контубе́рния, небольшого пехотного подразделения из 8 — 10 человек в составе центурии легиона.
Буквально это слово переводится как «десятник» (от греч. δέκα — десять), поскольку в контубернии изначально было 10 человек. Эти солдаты жили в одной палатке в лагере и в строю стояли рядом, главный из них именовался деканом. В более поздние периоды легионеров в контубернии стало 8, остальные два могли отсутствовать или быть на положении вспомогательного персонала, но командир по-прежнему назывался деканом.
Не следует путать это звание с декурионом в кавалерии.